# .cu
.cu – domena internetowa przypisana od roku 1992 do Kuby i administrowana przez Cuba-NIC.

## Domeny drugiego poziomu
- com.cu
- edu.cu
- org.cu
- net.cu
- gov.cu
- inf.cu